# Litfiba Collection 3CD
Litfiba Collection 3CD è una raccolta non ufficiale (in quanto non autorizzata dalla band) dei Litfiba pubblicata nel 2013 dalla casa discografica Warner Music Italy.

## Tracce

### CD 1
1. Eroi nel vento
2. Maudit
3. Cangaceiro
4. Paname
5. Woda Woda
6. Gira nel mio cerchio
7. Fata Morgana
8. Louisiana
9. Tex (remix)
10. Versante est
11. Tziganata (live)
12. Ci sei solo tu (live)

### CD 2
1. El diablo
2. Corri
3. Bambino
4. Santiago
5. Dimmi il nome
6. Gioconda
7. Sotto il vulcano
8. Desaparecido
9. Il vento
10. Istanbul (remix)
11. Come un Dio (live)
12. Cane (live a Montreux)

### CD 3
1. Proibito
2. La preda (live)
3. Ferito
4. Amigo
5. Elettrica danza
6. Oro nero
7. Resta
8. Re del silenzio
9. Medley: Vendette - Luna (live)
10. Apapaia (remix)
11. Yassassin
12. Ballata (live)